# Uzovce
Uzovce (Hongaars: Úszfalva) is een Slowaakse gemeente in de regio Prešov, en maakt deel uit van het district Sabinov.
Uzovce telt 518 inwoners.